# Mario Minniti
Mario Minniti (Syracuse, 8 décembre 1577 – 22 novembre 1640) est un peintre italien, modèle du Caravage, qui a été actif en Sicile après 1606.

## Biographie
Venu de Syracuse qu'il quitte à cause d'un meurtre, après être passé par Malte, Mario Minniti arrive à Rome en 1593, travaille dans l'atelier de Lorenzo Carli, devient l'ami, le collaborateur et le modèle du Caravage pour nombre de ses tableaux dans lesquels il a été identifié. Il exécute plusieurs copies des tableaux du Caravage avec son autorisation (L'Extase de saint François, versions du Jeune garçon pelant un fruit, du Jeune garçon mordu par un lézard, Saint Jean-Baptiste.
Il cesse d'apparaître comme modèle après 1600, quand il est censé s'être marié, mais il a pu avoir été impliqué avec le Caravage et d'autres protagonistes dans la bagarre de rue de 1606 qui a eu comme conséquence la mort de Ranuccio Tomassoni des mains du Caravage. Son biographe enregistre qu'il s'est sauvé en Sicile après un homicide, qu'il a réclamé un pardon qu'on lui a accordé.
Il a abrité le Caravage pendant  le séjour de celui-ci en Sicile entre 1608 et 1609, et il lui a obtenu la commande pour l'Enterrement de sainte Lucie.
En Sicile, il a établi un atelier réputé produisant des commandes religieuses avec une douzaine de collaborateurs et est par la suite devenu un homme d'affaires local respecté, dont les œuvres nombreuses sont difficilement attribuables à sa main seule. Il est clair qu'il a rapporté en Sicile les leçons qu'il a apprises du Caravage, en particulier l'utilisation du clair-obscur dramatique et la description de scènes saisies au moment de la plus grande intensité dramatique, mais son travail (ou plutôt le rendement de son atelier) a été critiqué pour « des motifs réutilisés sans fin » et « des productions religieuses douces ». Néanmoins, il est tenu dans une grande estime en Sicile, et il est possible de parler d'une « école de Minniti » dans l'histoire artistique de l'île.

## Œuvres
- Quatre saints couronnés, église San Pietro al Carmine, Syracuse.
- Madonna del Soccorso, église San Giovanni, Vizzini.
- Les Stigmates, église Sant'Antonio, Agira, Enna, Sicile

## Modèle du Caravage
- Jeune garçon portant une corbeille de fruits (1593-1594),
- La Diseuse de bonne aventure (1596), (version du musée du Louvre),
- Les Musiciens (1595-1596), dans le personnage du joueur de luth,
- Garçon mordu par un Lézard (1593),
- Bacchus (1596-1598),
- Le Joueur de luth (1600),
- La Vocation de Saint Matthieu (1599-1600)
- Le Martyre de Saint Matthieu (1599-1600)

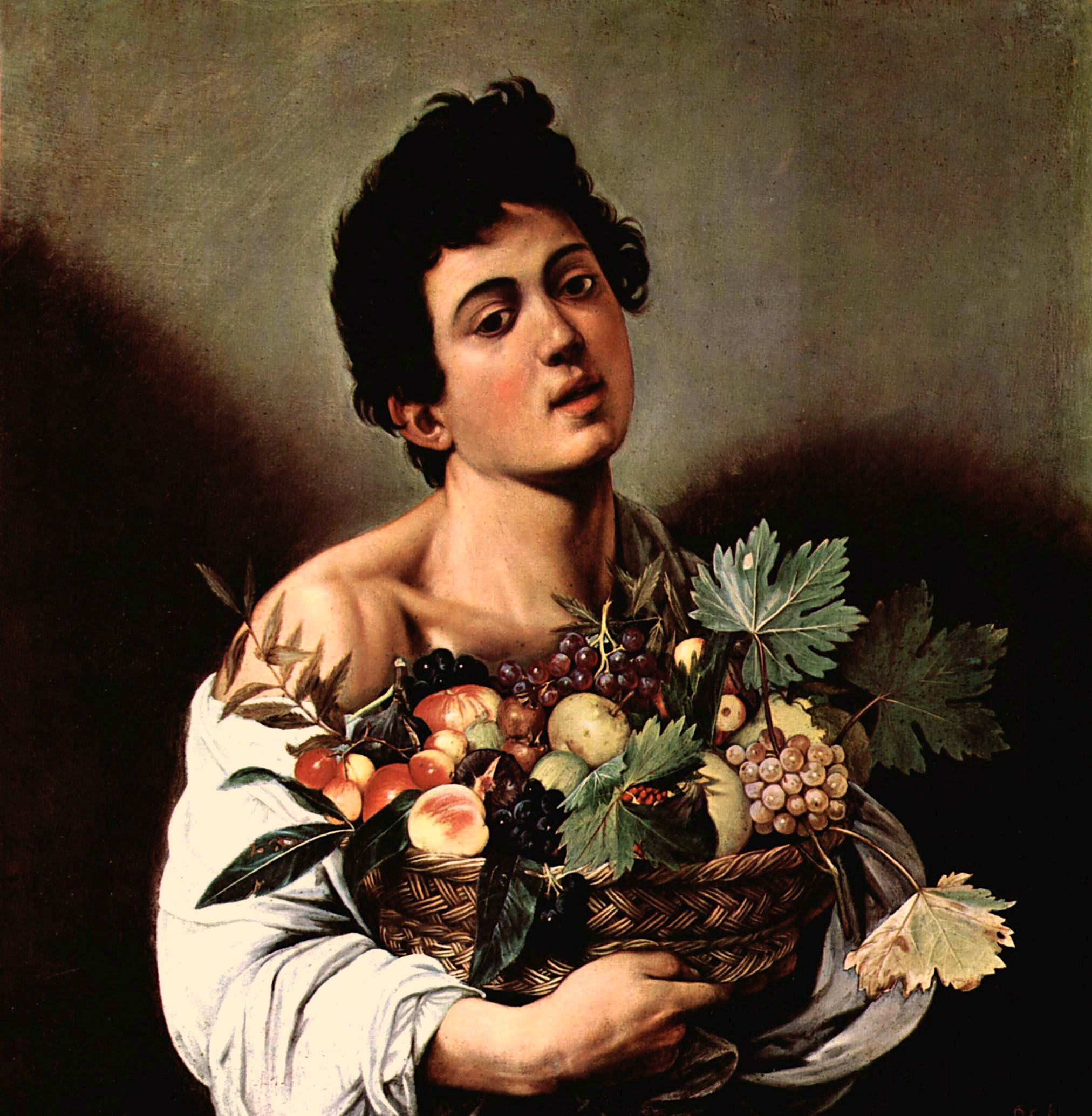
Jeune garçon portant une corbeille de fruits
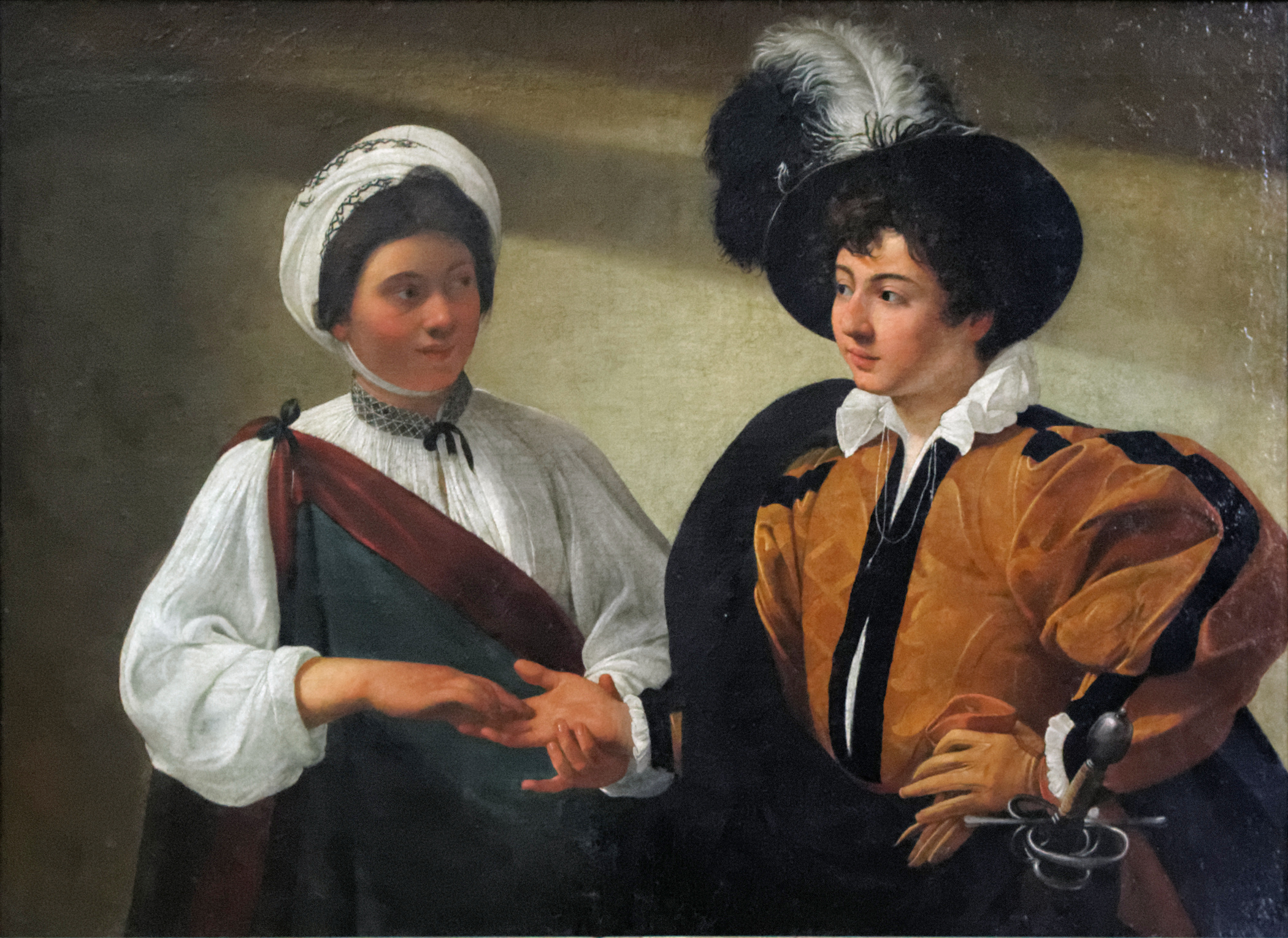
La Diseuse de bonne aventure
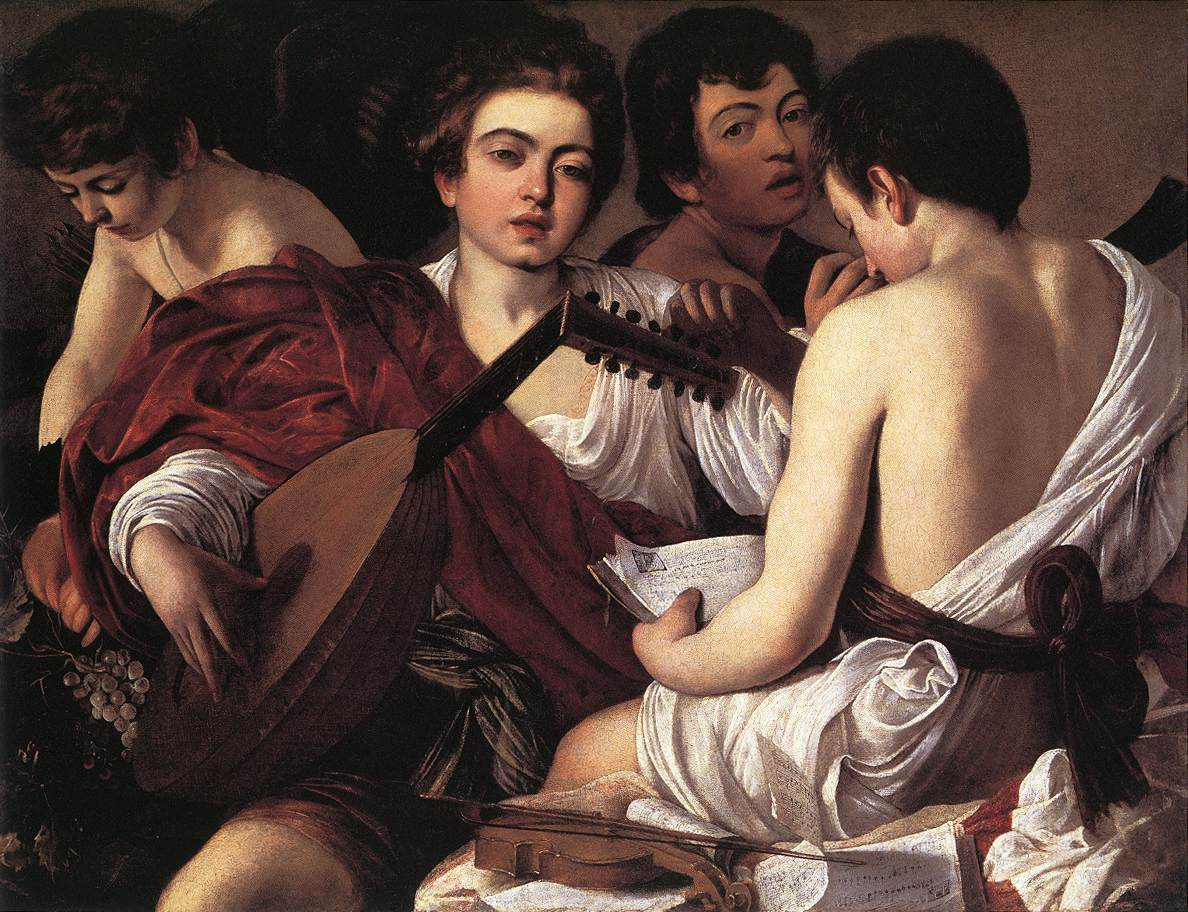
Les Musiciens
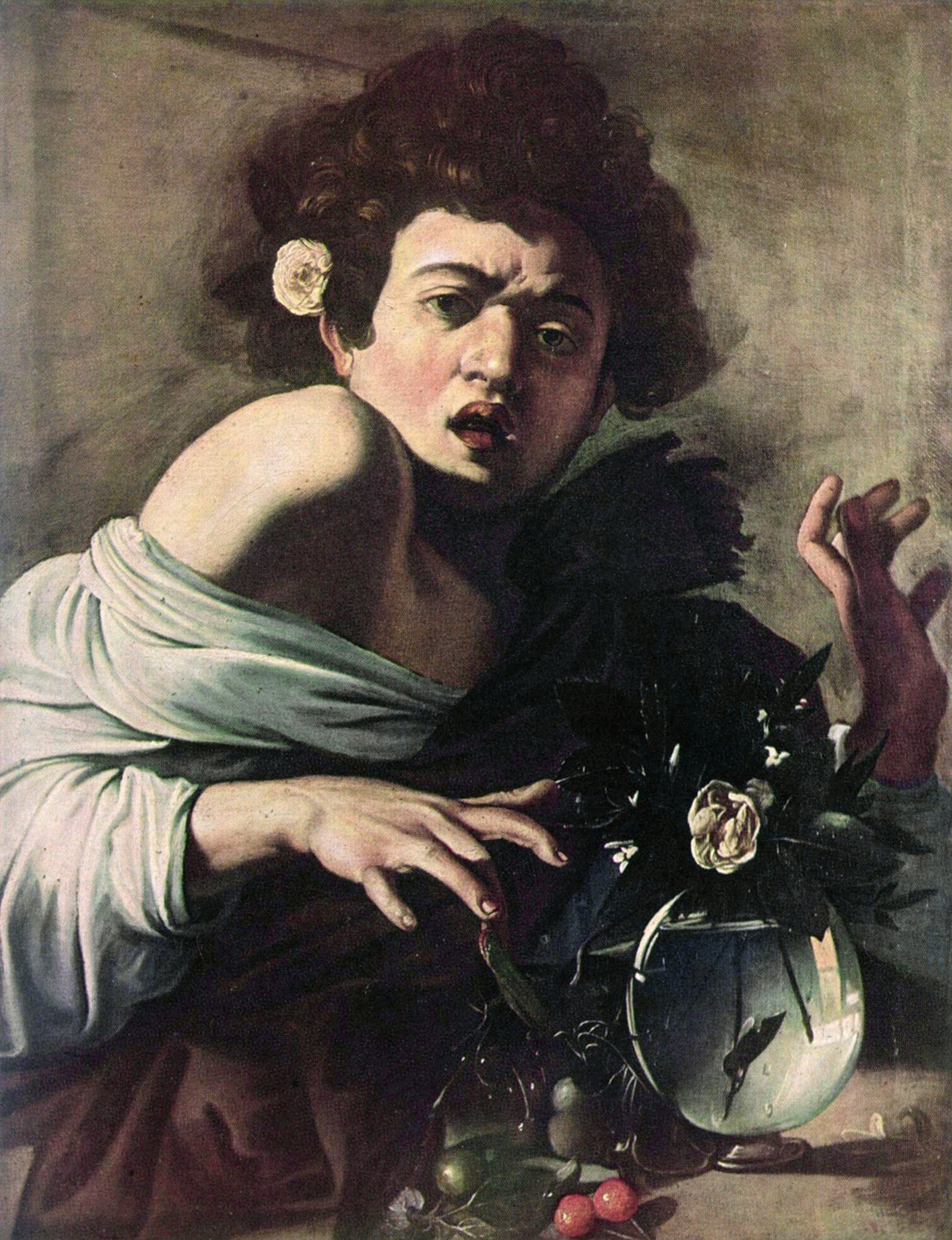
Garçon mordu par un Lézard
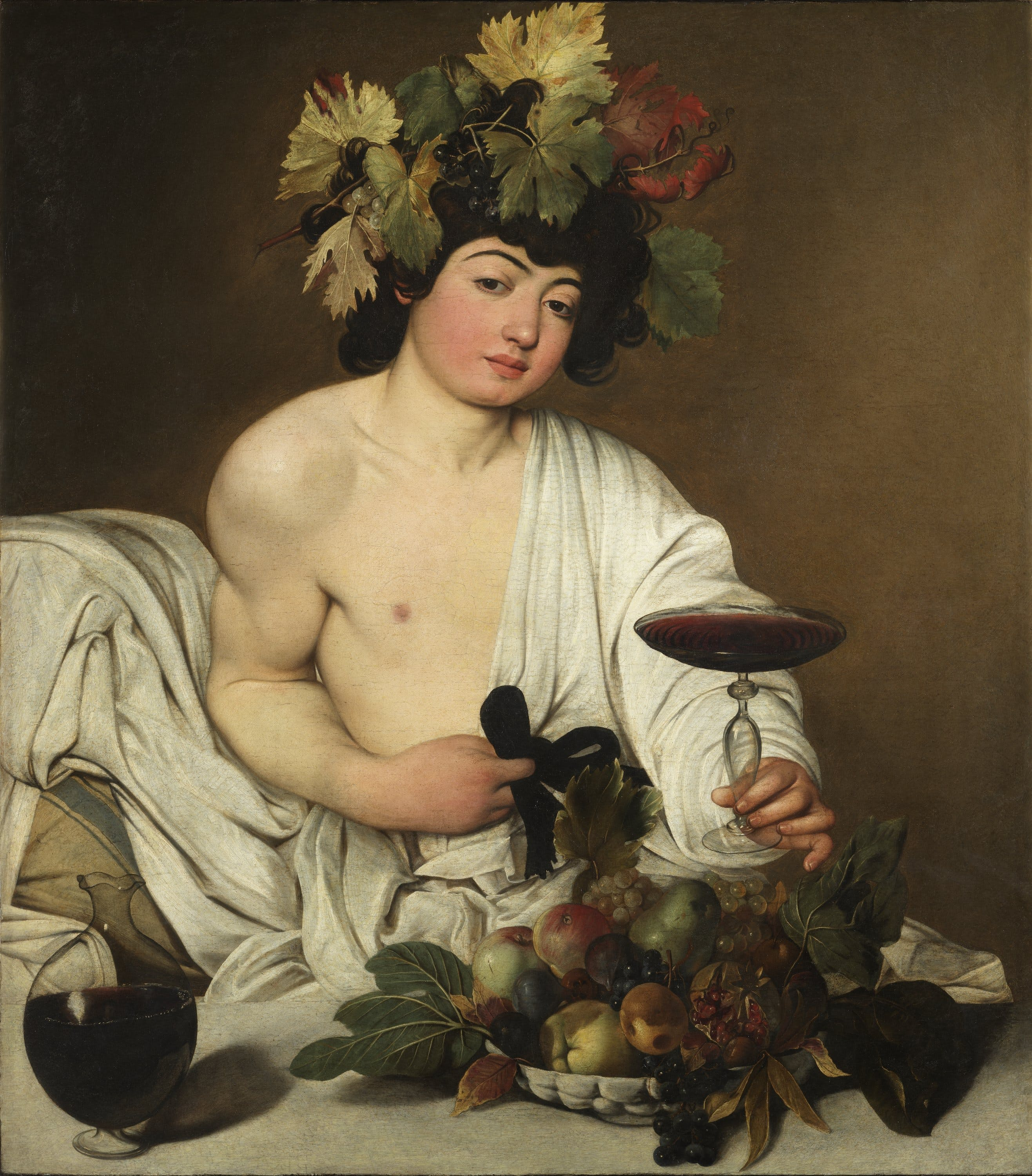
Bacchus
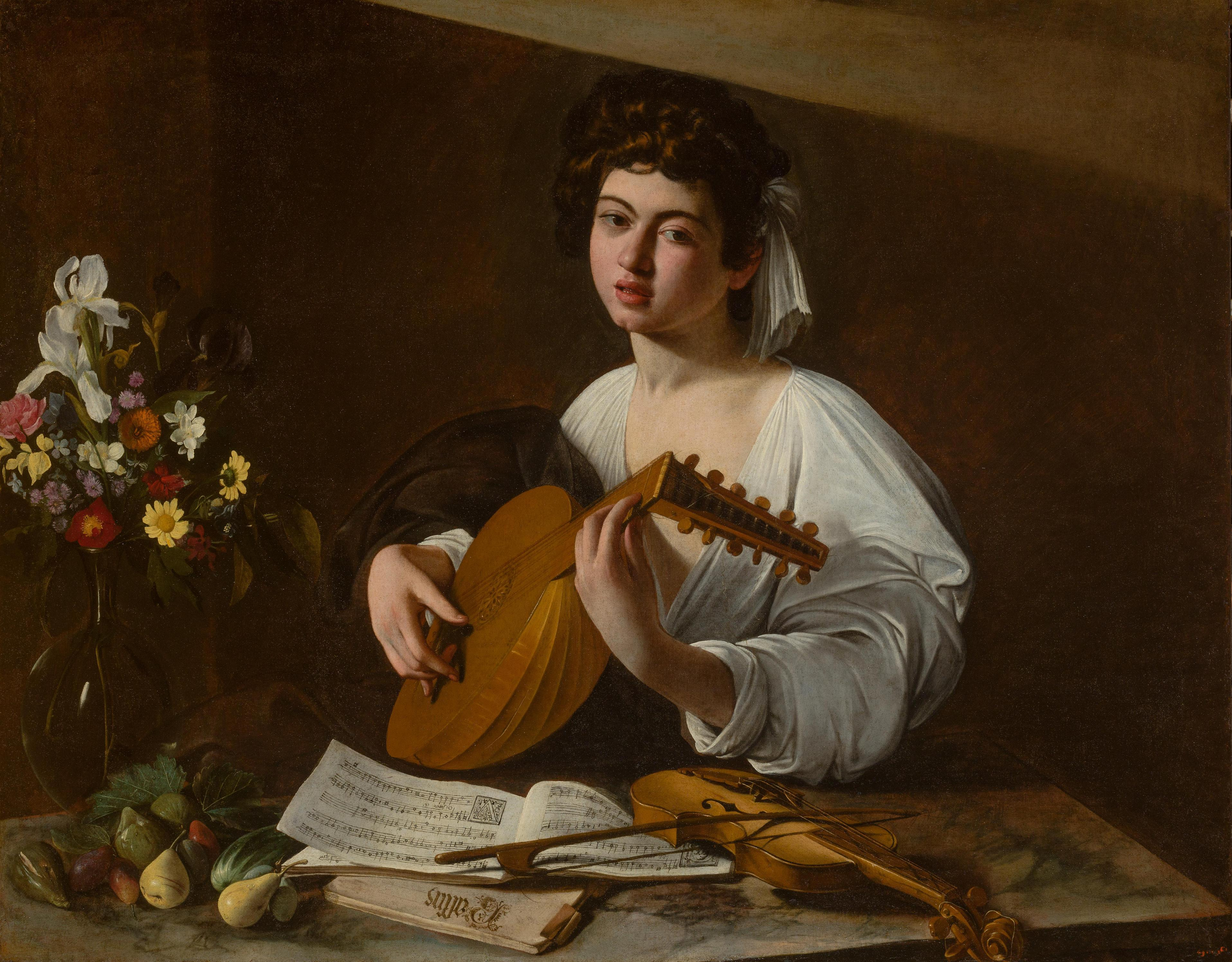
Le Joueur de luth
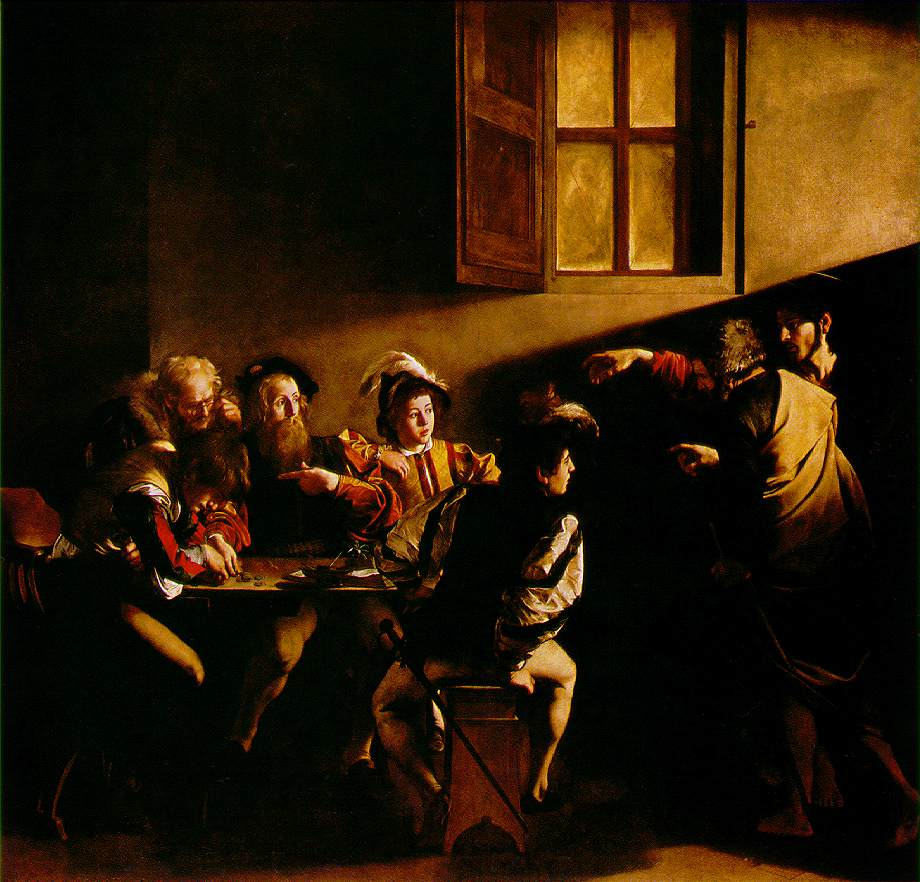
La Vocation de Saint Matthieu
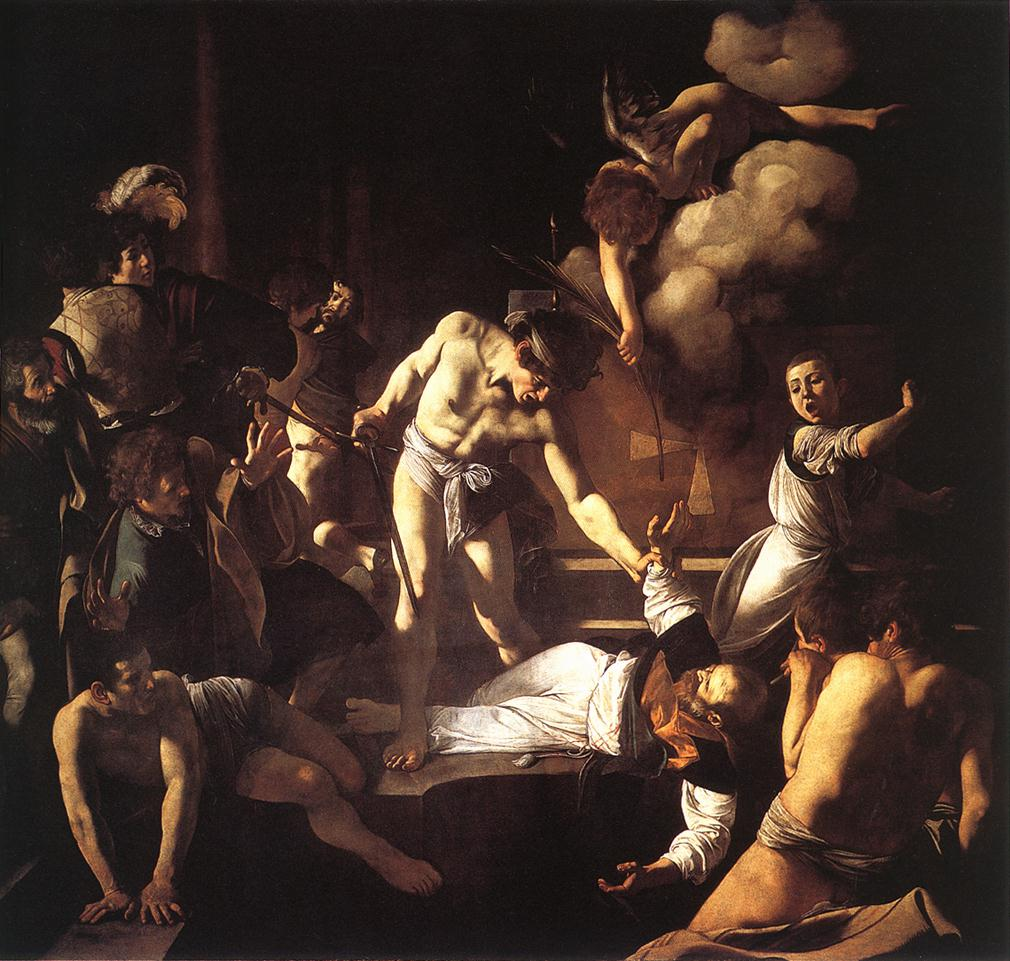
Le Martyre de Saint Matthieu

## Sources
- (en) Cet article est partiellement ou en totalité issu de l’article de Wikipédia en anglais intitulé « Mario Minniti » (voir la liste des auteurs).